# شب در جنگل
شب در جنگل (به انگلیسی: Night in the Woods) یک بازی ویدئویی تک‌نفره در سبک ماجراجویی می‌باشد که توسط اینفینیت فال و سیکرت لاب توسعه یافته و توسط فینجی در سال ۲۰۱۷ منتشر شده‌است. داستان این بازی در جهانی جریان دارد که ساکنان آن انسان‌هایی با ویژگی‌های حیوانی هستند، و روایت‌گر زندگی یک دختر جوان گربه‌سان به نام می می‌باشد که پس از ترک تحصیل در دانشگاه به زادگاهش بازمی‌گردد تا با تغییرات غیرمنتظره‌ای روبه‌رو شود. «بیا» یک زن تمساح گوتیک و دوست صمیمی دوران کودکی «می»، در این مسیر او را همراهی می‌کند. بودجهٔ ساخت بازی از طریق کیک‌استارتر جور شد و موفق شد بیش از چهار برابر مبلغ مورد نظر اولیه‌اش یعنی ۵۰,۰۰۰ دلار آمریکا جذب کند.